# Apollonios de Chalcédoine
Pour les articles homonymes, voir Apollonios.
Apollonios de Chalcédoine est un philosophe stoïcien du IIe siècle.

## Histoire
Contemporain de Démonax, il fut l'un des maîtres en philosophie de l'empereur Marc Aurèle. Son avarice fut raillée par Antonin le Pieux. Selon Photios de Constantinople, il a écrit un livre sur les femmes philosophes.